# Lorenzino de Médici
Lorenzino de Médici, a veces llamado Lorenzaccio (Florencia, 23 de marzo de 1514 - Venecia, 26 de febrero de 1548), fue un político y dramaturgo italiano. Recordado por ser el asesino en 1537 del duque de Florencia Alejandro de Médici, murió a su vez asesinado once años después.

## Biografía

### Familia
Lorenzo nació en Florencia, primogénito de Pierfrancesco de Médici y Maria Soderini. Tuvo tres hermanos: Giuliano, Laudomia y Maddalena.  En su infancia fue llamado Lorenzino por su complexión débil.

Médici.

Soderini.

Su familia paterna estaba emparentada con los Médici que mantenían la signoria de Florencia, pero pertenecía a la rama conocida como los popolani: su abuelo Lorenzo de Pierfrancesco de Médici (†1503) había crecido bajo la protección de su primo Lorenzo de Médici, pero cuando éste murió en 1492 fue uno de los principales opositores de su sucesor Pedro.
Por parte de madre, los Soderini habían desempeñado destacados puestos al servicio de la República.  Su bisabuelo Paolantonio había sido capitán general de las tropas florentinas, y hermano de éste fue Piero Soderini, que fue gonfaloniero durante diez años.
Su padre llevó una vida modesta administrando su propio patrimonio y el de Giovanni de Medici, y murió en 1525 dejando 8000 ducados de deudas que el papa Clemente VII (otro Médici) prometió pagar a cuenta de la Cámara apostólica, aunque solo se satisficieron parcialmente. 

### Juventud en Venecia

Italia a finales del s. XV.

La guerra italiana de 1521 había terminado con la captura del rey Francisco I de Francia por las tropas del emperador Carlos V en la batalla de Pavía de 1525, pero el año siguiente comenzó la Guerra de la Liga de Cognac; los lansquenetes bajo el mando de Georg Frundsberg avanzaban sobre Italia, y Lorenzino y su hermano Giuliano fueron enviados a Venecia por su seguridad.  En esta ciudad pasó los años siguientes en compañía de su preceptor Giovanni Francesco Zeffi, donde también se encontraba su pariente Cosme I de Médici en la misma situación.
Durante su estancia en Venecia tuvo lugar el saco de Roma y la revolución de Florencia en la que los quinceañeros Hipólito y Alejandro fueron expulsados junto con su tutor Silvio Passerini para instaurar la república. El abuelo Tommaso Soderini tuvo un papel destacado en estos hechos.
En junio de 1529 se firmó el Tratado de Barcelona por el que el emperador Carlos V se comprometía a devolver Florencia a los Médici, y tras el asedio de la ciudad que terminó con la batalla de Gavinana, el papa Clemente puso al frente del gobierno florentino a su hijo Alejandro, planeando la institución del Ducado de Florencia.

### Cortesano en Roma

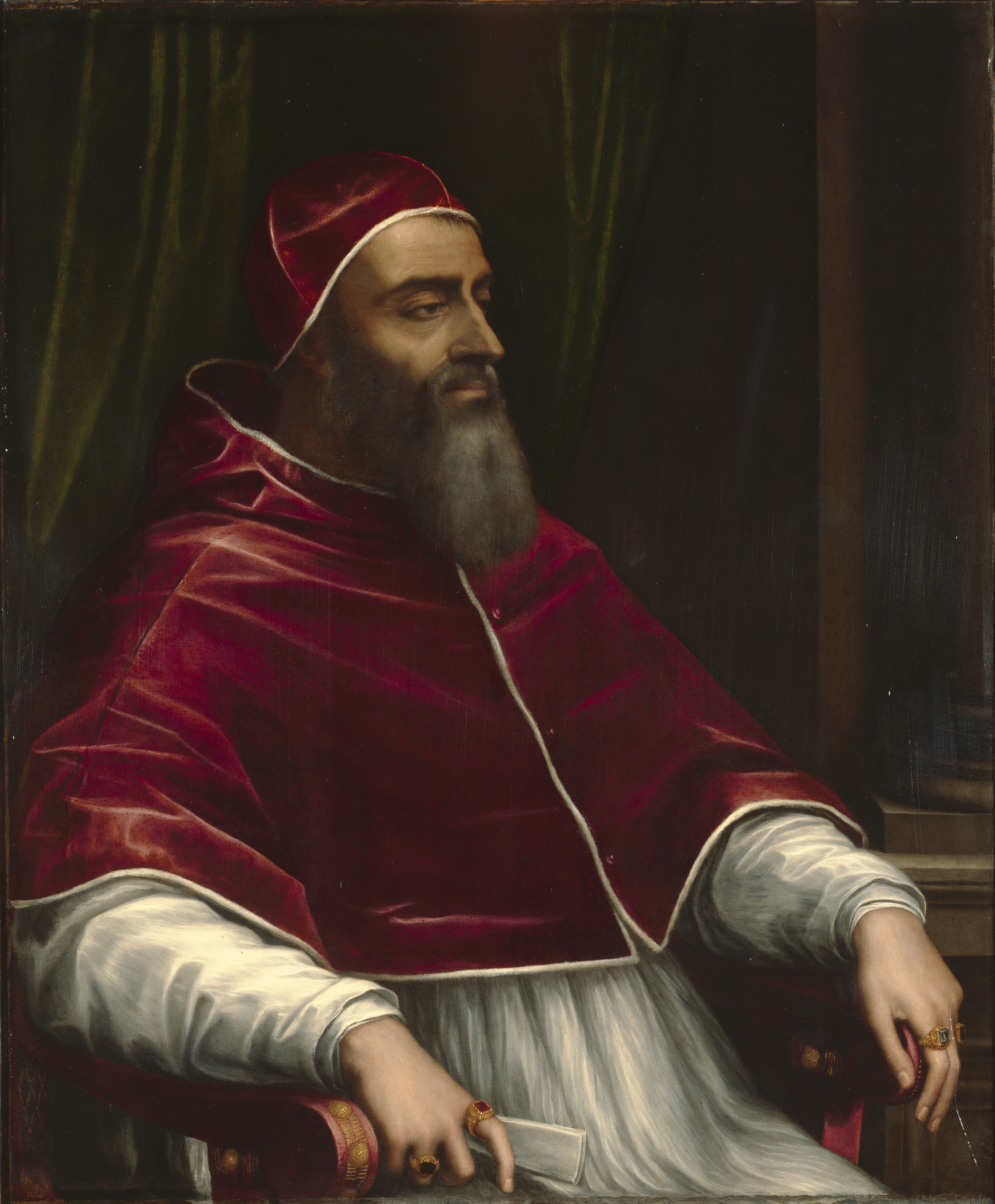
Clemente VII

Lorenzino se halló presente en la ceremonia de coronación del emperador Carlos V en Bolonia, y en abril de 1530 se estableció en Roma, donde acogido por Filippo Strozzi y favorecido por el papa Clemente VII se dedicó a profundizar en el estudio de los clásicos.  
La vida cortesana en la que se relacionó con personajes relevantes del mundo de la literatura, el arte y la política, le dejaron cargado de deudas, mientras al mismo tiempo se vio relegado en favor de sus parientes: celoso del progreso del cardenal Hipólito y pospuesto del matrimonio con Giulia Varano, hija de los duques de Camerino, en favor de Cosme I de Médici, reclamó del papa Clemente la devolución de un préstamo que su bisabuelo Pierfrancesco de Lorenzo de Medici hizo a la Cámara apostólica, pero solo recuperó parte del dinero. 
Su permanencia en Roma se tornó imposible cuando en 1534 decapitó y robó algunas estatuas del Arco de Constantino y de la basílica de San Paolo.  No está clara si su motivación fue la de recopilar antigüedades, llamar la atención sobre su persona o si todo el episodio fue una gamberrada juvenil, pero el resultado fue una fea mácula en su reputación: el caporione encargado de mantener el orden ordenó su destierro de la ciudad; el senador Simone Tornabuoni propuso que quien lo matase debía recibir una recompensa; el papa encolerizado lo calificó como «la infamia y el vituperio de la casa de Medici», y el literato Francesco Maria Molza dirigió a la Academia Romana un vehemente discurso en el que lo describía como «dañina fiera», «más despiadado que la misma barbarie, más violento que un grupo de corsarios, más feroz y contrario a Roma que cualquier enemigo externo o doméstico». Lorenzino se vio obligado a abandonar la ciudad.

### En Florencia con el duque Alejandro

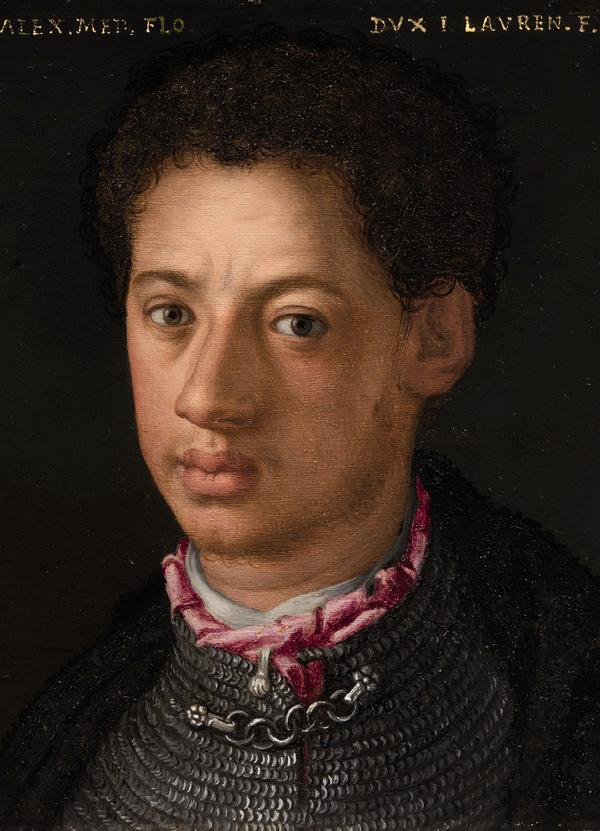
Alejandro de Médici.

En marzo de 1534 llegó a Florencia, donde pronto se sumó a la corte de su pariente el duque Alejandro, consciente de que de la benevolencia de éste dependía su propio futuro.  En diciembre de 1535 formó parte de su séquito en su viaje a Roma, donde se entrevistaron con el papa Paulo III, y a Nápoles, donde el emperador Carlos V se encontraba de regreso de la Jornada de Túnez.  Durante su estancia en esta última ciudad los republicanos exiliados de Florencia reclamaron al emperador una reforma de las leyes que revirtiera la situación política al estado anterior a 1532, aunque sus solicitudes no tuvieron efecto.
Cómplice de las frecuentes aventuras amorosas del duque pero sin su confianza en cuestiones políticas, pronto comenzó a desarrollar hacia él un fuerte resentimiento.  Su precaria situación económica se agravó cuando el pleito que mantenía con Cosme I de Médici por la herencia familiar se resolvió a favor de este último; el asesinato del cardenal Ippolito de Medici por orden del duque fue considerado por Lorenzino como una abyección; el progreso de Alejandro, ahora yerno del emperador por su matrimonio con Margarita de Parma, su gobierno despótico, su ambición personal y las invectivas de los exiliados florentinos que le reprochaban su distanciamiento de la causa republicana vinieron a agravar su sentimiento contra él, pero Lorenzino siguió fingiendo servirle y escondiendo sus verdaderas intenciones.

### Asesinato del duque

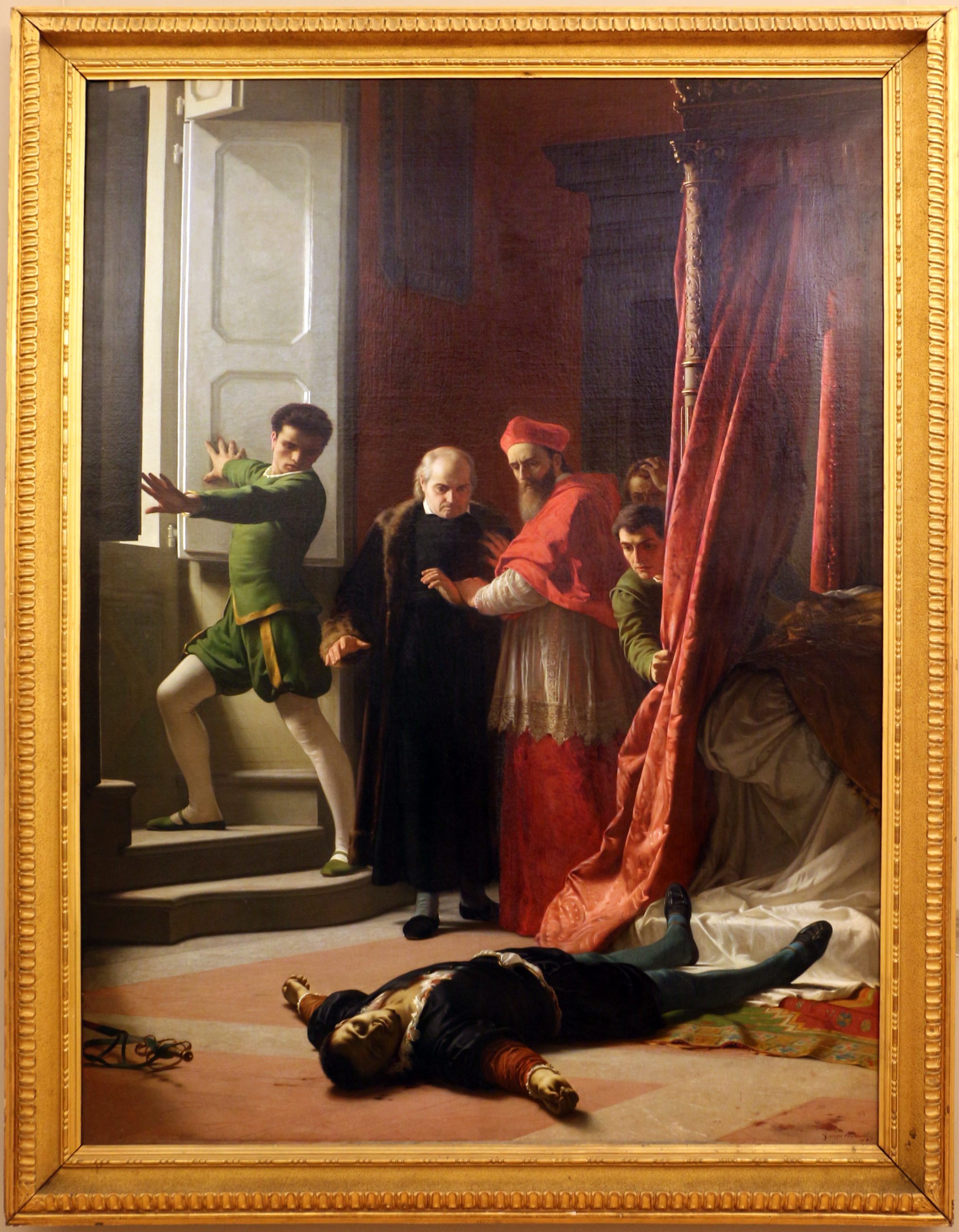
Muerte del duque Alejandro de Medici.

Las verdaderas causas del asesinato fueron dudosas ya desde el mismo momento de los hechos.  Lo cierto fue que en la noche del 6 de enero de 1537 Lorenzino invitó a Alejandro a su propia casa con la promesa de traerle una mujer a la que éste pretendía, y con la ayuda de dos sirvientes llamados Michele del Tavolaccino, alias "Scoronconcolo", y Freccia, lo apuñaló hasta la muerte; en el forcejeo Lorenzino resultó herido cuando Alejandro le mordió el pulgar izquierdo.
El cadáver se encontró el día 8.  Una muchedumbre enfervorecida saqueó la casa de Lorenzino en represalia.  En el inventario de los bienes del duque se encontró que faltaban varias joyas, de lo que se culpó a los asesinos.

Ninguna conjura fue más ni mejor pensada antes de los hechos, ni más seguramente seguida durante los mismos, ninguna fue peor ni más vilmente manejada después, y en ninguna resultaron efectos más contrarios y nocivos a su autor, y más prósperos y provechosos a sus enemigos.

### Exilio

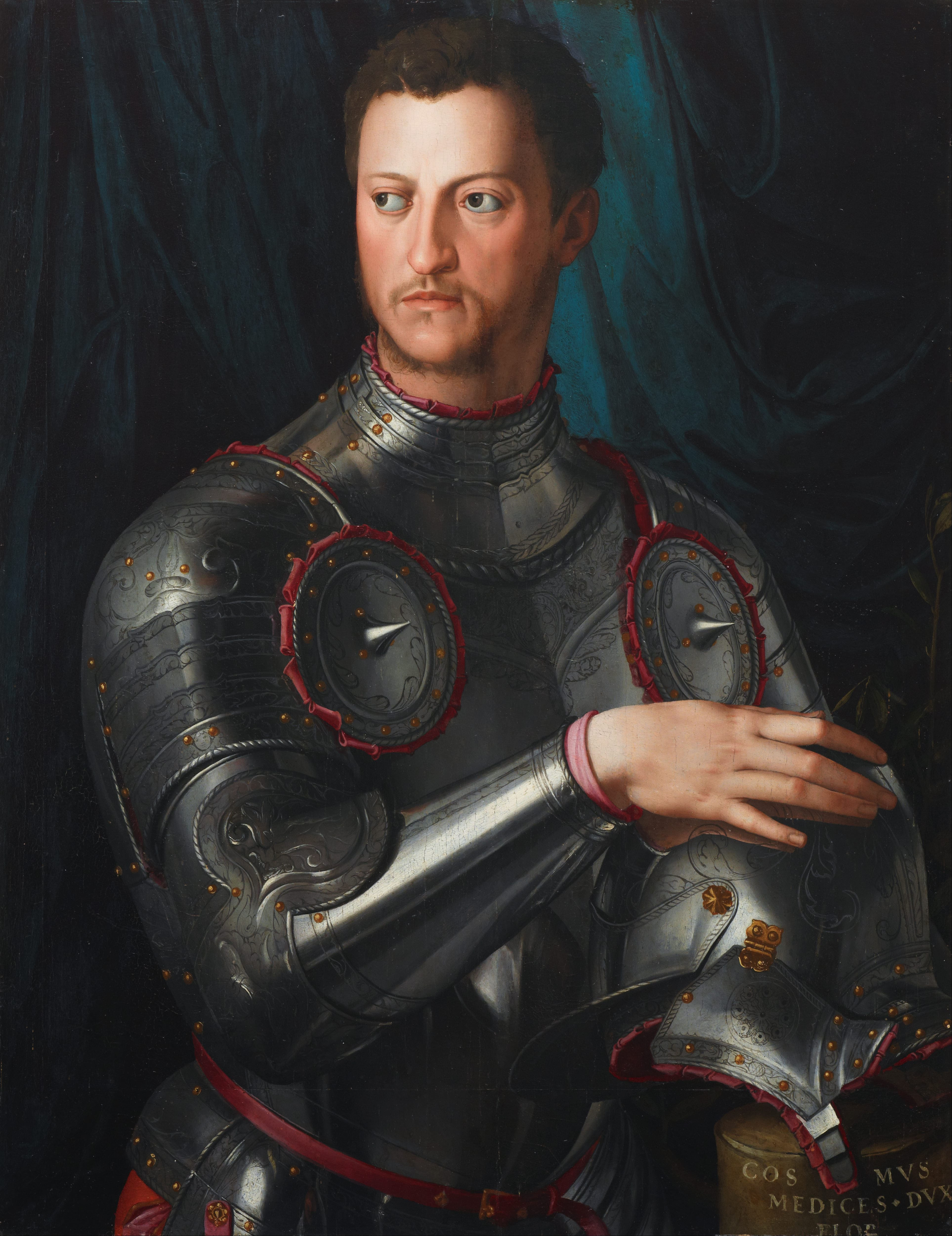
Cosimo I de Médici.

Para entonces Lorenzino había huido a Bolonia y de allí a Venecia, donde se presentó ante Filippo Strozzi para proponerle que los exiliados florentinos retomaran el gobierno del ducado e instauraran nuevamente la república, pero pocos días después ya había sido elegido duque Cosimo I de Medici, por obra principalmente de Francesco Guicciardini y Francesco Vettori, que temían que en el vacío de poder Florencia quedara en manos del emperador Carlos V.
Residió brevemente en Mirandola acogido por el conde Galeotto II Pico y en febrero de 1537 zarpó en dirección a Constantinopla, supuestamente para colaborar con el embajador francés Jean de la Forest en concertar una alianza militar entre la Francia de Francisco I y el Imperio otomano de Solimán el Magnífico para enfrentar al Sacro Imperio en la Guerra italiana de 1536-1538.
A su regreso a Italia en septiembre, los exiliados florentinos que anteriormente le habían ayudado habían sido derrotados en la batalla de Montemurlo, en Florencia se había ofrecido una recompensa de 4000 florines y una suculenta pensión a quien lo matara, el emperador Carlos lo había declarado culpable de lesa majestad haciendo imposible el perdón, y el gobierno veneciano dudaba que fuera aconsejable ofrecerle su hospitalidad.  Lorenzino partió a Francia y durante los años siguientes residió junto a la corte de Francisco I, acogido por el tesorero real Giuliano Buonaccorsi y por su tío el obispo de Saintes Giuliano Soderini.

### Últimos años en Venecia

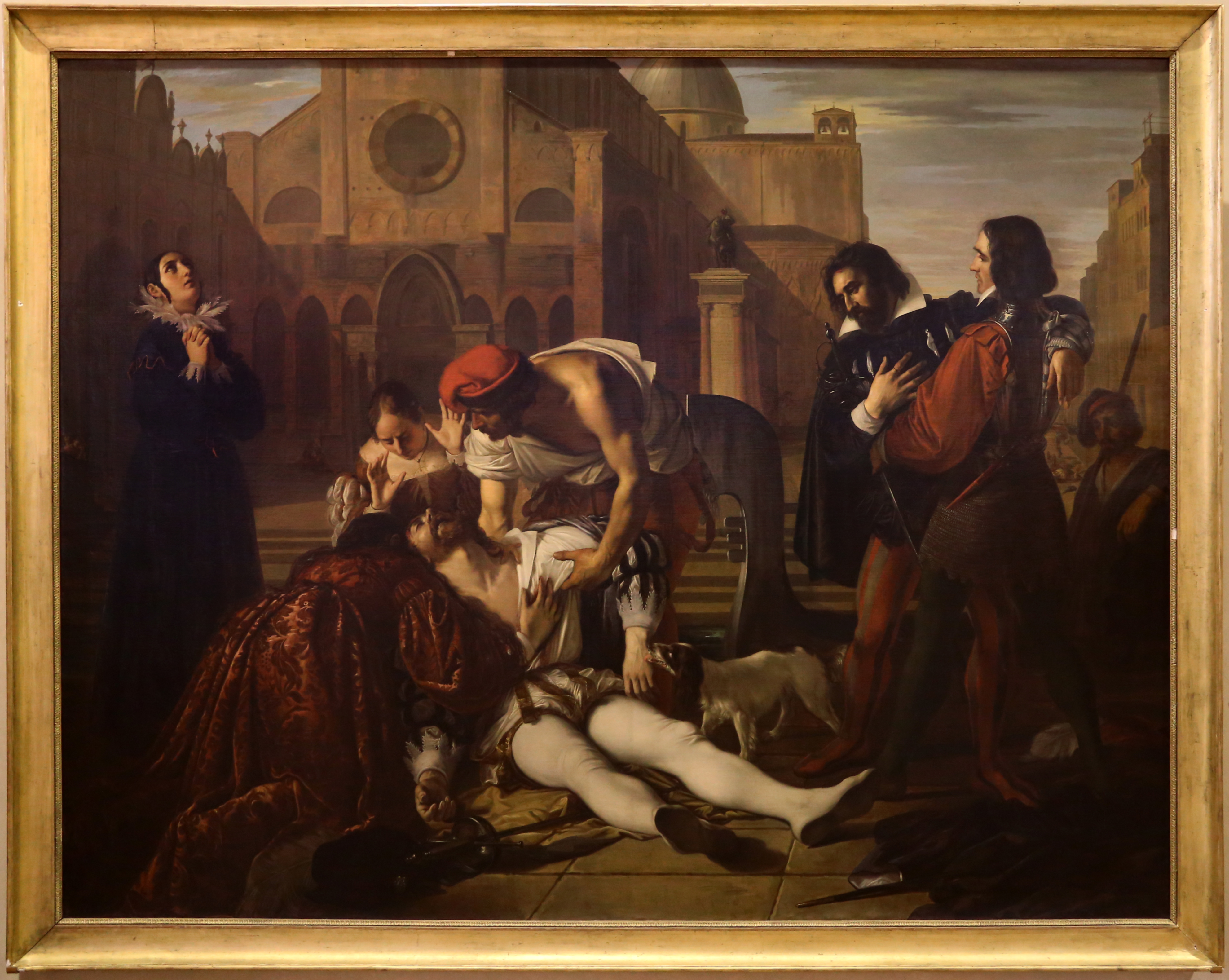
El asesinato de Lorenzino de' Medici.

Tras la muerte del tío Giuliano, a finales de 1544 volvió a Venecia.  Los agentes florentinos y cesáreos le seguían los pasos: en el otoño de 1546 la góndola del nuncio Giovanni della Casa fue asaltada suponiendo que Lorenzino viajaba en ella.  A principios de 1548 llegó a la ciudad Giovanni Francesco Lottini, encargado por el duque Cosimo I de organizar el asesinato de Lorenzino; Lottini trajo a su vez a los toscanos Bebo da Volterra y Francesco da Bibbona, que deberían ejecutar el atentado.  
Lorenzino solía frecuentar las tertulias celebradas en el palacio Centani donde residía el matrimonio formado por Antonio Centani y Elena Barozzi, atraído por la belleza de Elena aunque no correspondido en sus afectos.  El 26 de febrero sus dos asesinos le siguieron hasta aquí desde la salida de su casa en Campo San Polo, y lo apuñalaron hasta la muerte junto a su tío Alejandro Soderini al pie del puente de Santo Tomás.
Sus asesinos hallaron refugio con el embajador imperial Juan de Mendoza, que facilitó su fuga de Venecia. La reacción del Consejo de los Diez contra ellos fue tibia, conscientes de que gozaban del favor imperial, y ambos consiguieron volver a Florencia.  No hay noticias sobre el funeral de Lorenzino ni sobre su lugar de sepultura.
De su relación con una mujer desconocida tuvo una hija llamada Lorenzina, nacida poco antes o poco después de su muerte.  Algunos autores identifican a la madre como Elena Barozzi, aunque otros niegan que fuera ella u omiten su nombre.

## Obras

### LaAridosia
Durante su estancia en Florencia compuso una comedia titulada Aridosia, que fue estrenada en 1536 con motivo de la boda del duque Alejandro con Margarita de Parma y publicada varias veces desde 1548. De inspiración clásica, en ella se funden modelos antiguos como la Mostellaria de Plauto y la Adelphoe de Terencio con la comedia contemporánea como La mandrágora de Maquiavelo.

### La Apología
Distinto carácter tuvo la "Apología".  Breve opúsculo redactado durante su exilio en Francia, fue una defensa pública de sus actos en la que justificó el asesinato del duque basándose en el derecho a matar un tirano «más impío que Nerón, más lujurioso que Calígula y más cruel que Falaris», responsable de la muerte de su propia madre, de la del cardenal Ippolito y de la de numerosos exiliados.  Al mismo tiempo se exculpaba de no haber podido tomar el gobierno de Florencia y reinstaurar la república por hallarse solo y no haber podido prever el nombramiento de Cosimo como sucesor del duque.  Circuló manuscrita hasta que fue publicada por vez primera en el s. XVII.

## En la ficción

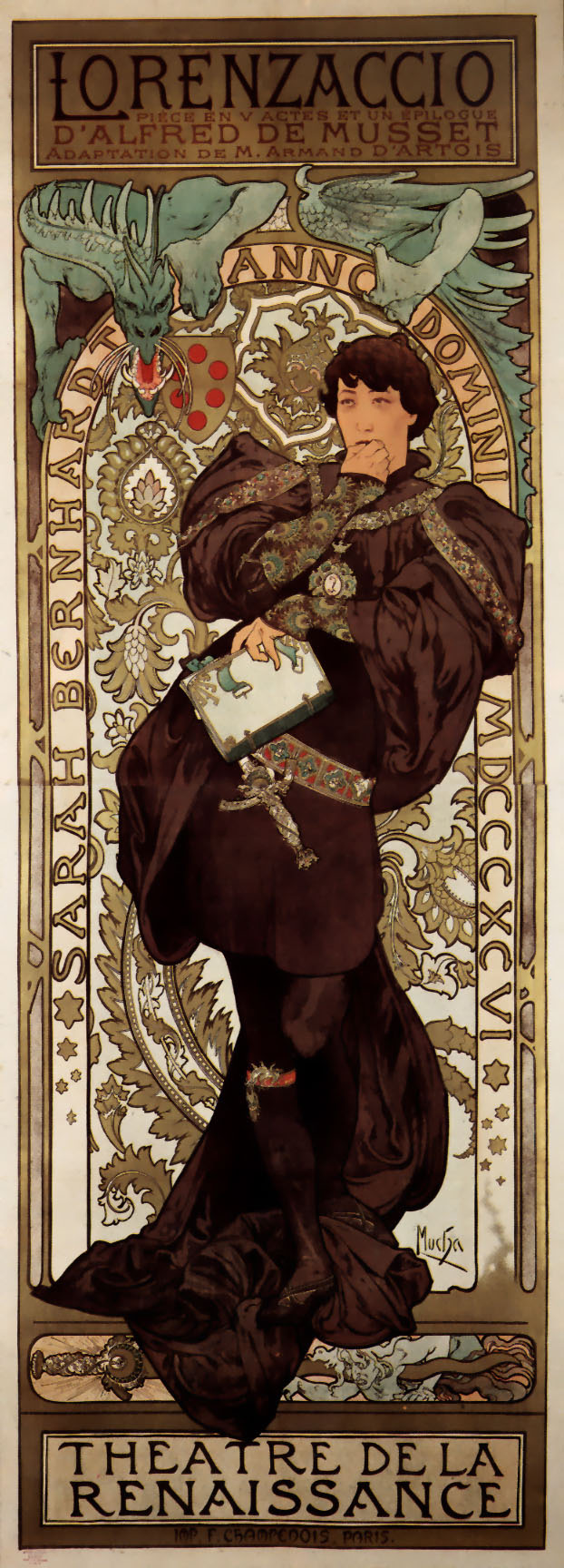
Cartel de la obra de Musset, con Sarah Bernhardt en el papel de Lorenzo.

La personalidad de Lorenzo y su trágica vida y muerte sirvieron de inspiración para numerosas obras literarias y cinematográficas: 
- Lamento del S. Lorenzino di Medici, per la morte che dette al Duca Alessandro di Fiorenza (1543), poema de Lorenzo Ghibellini,[24][25] publicado todavía en vida de Lorenzino;
- L’Heptaméron des nouvelles, novela XII, (1548) de Margarita de Navarra,[26] a quien el mismo Lorenzo describió la muerte del duque durante su estancia en Francia;
- Los Medicis de Florencia (1622), comedia de Diego Jiménez de Enciso;[27]
- The traitor (1631), del inglés James Shirley;[28]
- La morte di Alessandro de’ Medici (1780), tragedia de Modesto Rastrelli;[29]
- L'Etruria vendicata (1789), poema compuesto por Vittorio Alfieri;[30]
- Une conspiration en 1537 (1831), escena histórica de George Sand;[31]
- Lorenzaccio (1834) de Alfred de Musset,[32] aclamada por la crítica como obra maestra del teatro;[33]
- Lorenzino de' Medici (1839), drama de Giuseppe Revere;[34]
- Laurent de Médicis (1839), tragedia del francés Léon Bertrand;[35]
- Une nuit à Florence sous Alexandre de Médicis (1842), novela de Alexandre Dumas;[36]
- Lorenzino de’ Medici (1843), tragedia de Luigi Leoni;[37]
- Lorenzino de' Medici (1845), ópera con libreto de Francesco Maria Piave y música de Giovanni Pacini;[38]
- Lorenzaccio (1873), drama en verso de Vittorio Salmini;[39]
- Lorenzaccio (1918), película muda dirigida por Giuseppe De Liguoro;[40]
- Lorenzaccio (1920), tragedia del alemán Dietrich Eckart;[41]
- Lorenzino de’ Medici (1935), película italiana dirigida por Guido Brignone y protagonizada por Alexander Moissi y Camillo Pilotto;[42][43]
- Lorenzaccio (1951), película italiana dirigida por Raffaello Pacini e interpretada por Giorgio Albertazzi, Arnoldo Foà y Folco Lulli;[44]
- Lorenzaccio (1974), melodrama compuesto por Sylvano Bussotti;[45]
- Lorenzaccio (1974), historieta de Régis Penet.[46]